# Vätteryds gravfält
Vätteryds gravfält eller Vetterydshed är ett gravfält från yngre järnåldern i Norra Mellby socken i Hässleholms kommun, Skåne. Det är beläget på en ljungbevuxen hedmark mellan Tjörnarp och Sösdala tätt invid riksväg 23.

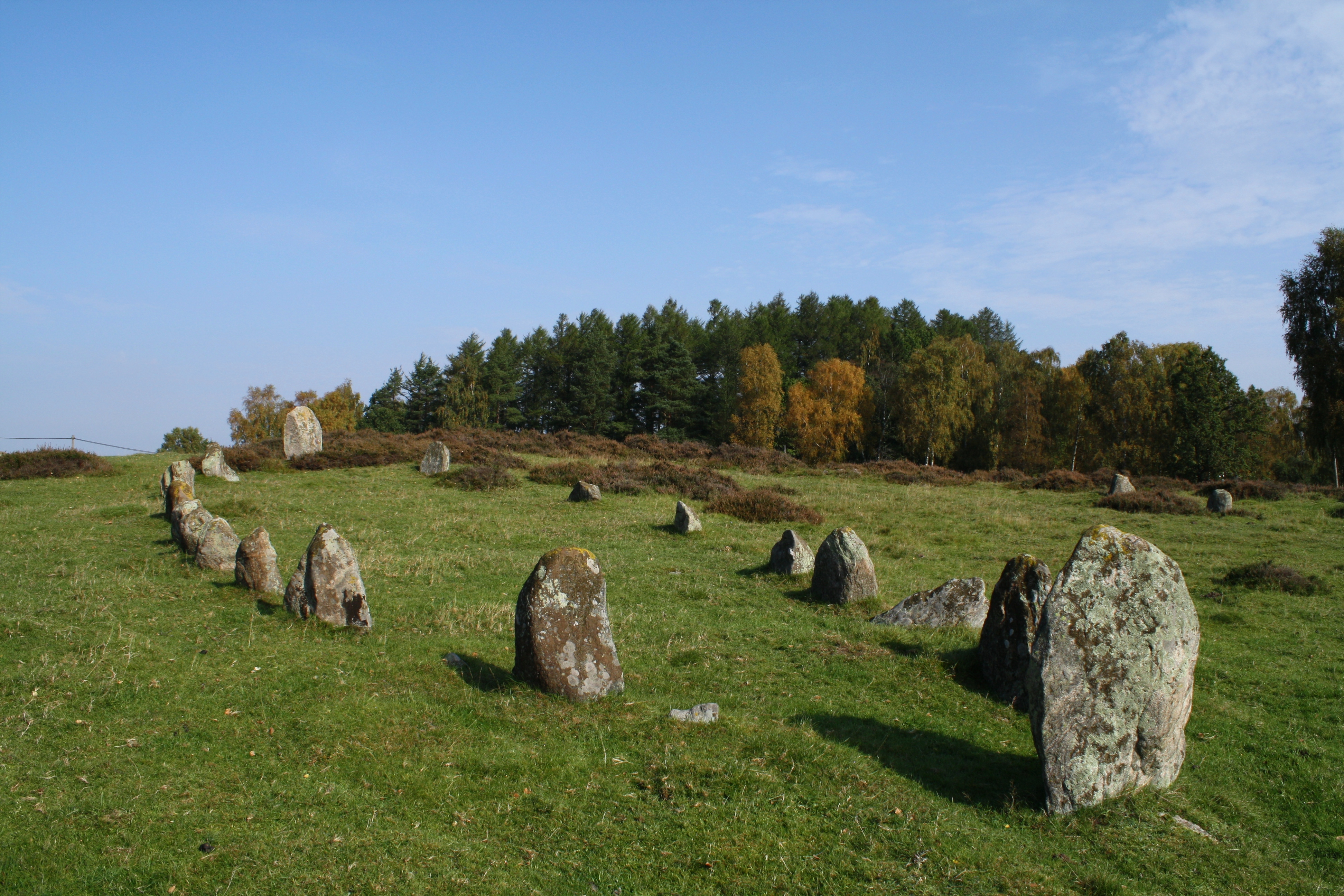
Skeppssättning på Vätteryds gravfält.

Gravfältet som är ett av Skandinaviens största, består av omkring 250 synliga resta stenar och ca 100 delvis gömda. Av de synliga ingår drygt 150 i de 15 tydliga skeppssättningarna, de 2 rektangulära stenkretsarna och den runda domarringen. Skeppssättningarna är mellan 11 och 25 meter långa och mellan 4 och 8 meter breda. Det finns ca 10 solitära bautastenar medan de övriga stenarna troligen också ingått i nu starkt skadade stenkretsar. En teckning publicerad år 1822 visar att det då fanns omkring 600 resta stenar medan de 100 år senare inventerades till 249. Många har troligen tagits bort i samband med att gårdarna i trakten byggdes efter laga skifte (1853) och i samband brobyggen över den uträtade bäcken (1894).
Mellan 1955 och 1957 gjordes en arkeologisk undersökning av en del av gravfältet. Man konstaterade att skeppssättningarna och även de solitära stenarna utgjorde brandgravar som anlagts mellan ca år 400 och 900 e.Kr. Dateringen har gjorts utifrån karakteristika på fynden. Äldsta fyndet är ett fragment av en upphängningbeslag till ett svärd. Ett skepp kan ha utgjort en "familjegrav" där både kvinnor och män begravts under åtskilliga generationer. Askan har spritts både i och omkring skeppssättningarna. I många små gravgropar fanns utöver benrester också gravgåvor i form av brons- och glaspärlor, delar av bronssmycken, sländor, skärvor samt silvertrådar och silverband. Dessa enskilda gravgropar har varit utmärkta med ett trästycke eller sten.
I den fyrkantiga stenkrets som undersökts fann man en kvinnograv daterad till 800-talet med rika gravgåvor. Spår efter 4 grova stolphål antyder att det funnits tak över den. I alla de utgrävda gravarna fann man eldhärdar med djurben och lerskärvor vilket tyder på ceremoniellt firande på platsen. Var själva likbränningen skedde är dock inte känt.